# Sâm

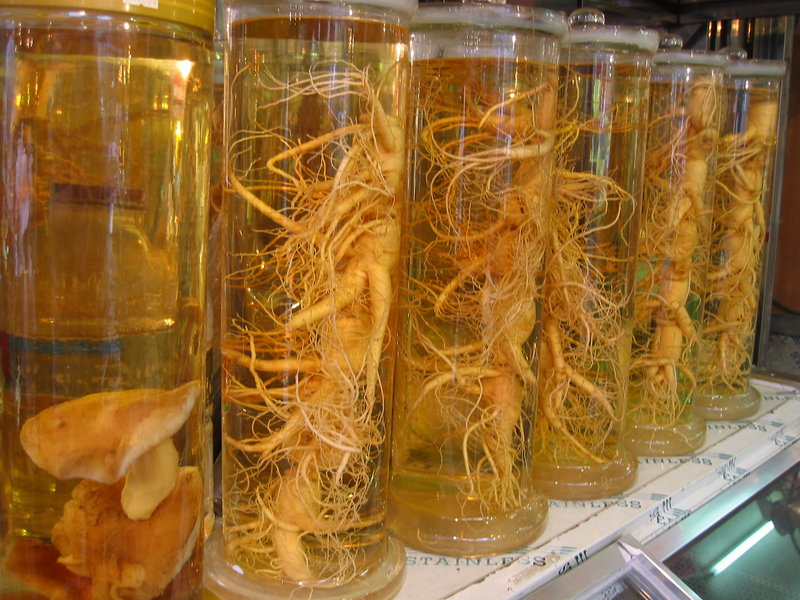
Những lọ nhân sâm bày bán ở Seoul, 2003

Sâm là tên gọi khái quát chỉ một số loại cây thân thảo mà củ và rễ được sử dụng làm thuốc từ rất lâu đời tại nhiều nước châu Á, thuộc nhiều chi họ khác nhau nhưng chủ yếu là các loại thuộc chi Sâm. Rất nhiều loại củ sâm có hình dáng hao hao giống hình người, đặc biệt là nhân sâm, do đó một số vị thuốc khác không thuộc chi, họ sâm nhưng có hình dáng củ tương tự cũng thường được gọi là sâm. Thêm vào đó, sâm là một vị thuốc bổ nên nhiều vị thuốc khác có tác dụng bổ cũng được gọi là sâm hoặc gắn với chữ sâm (kể cả một số loại động vật như con hải sâm hay sâm đất).
Mặc dù nhân sâm đã được sử dụng trong y học cổ truyền qua nhiều thế kỷ, nghiên cứu lâm sàng hiện đại không đưa ra kết luận về hiệu quả y tế của nó. Không có bằng chứng đáng kể nào cho thấy nhân sâm có hiệu quả điều trị bất kỳ tình trạng bệnh lý nào và việc sử dụng nó chưa được Cục Quản lý Thực phẩm và Dược phẩm Hoa Kỳ (FDA) chấp thuận như một loại thuốc kê đơn. Mặc dù nhân sâm thường được bán dưới dạng chế phẩm bổ sung, nhưng việc sản xuất chế phẩm bổ sung không nhất quán đã dẫn đến các phân tích cho thấy rằng các sản phẩm nhân sâm có thể bị nhiễm kim loại độc hại hoặc các hợp chất độn không liên quan và việc sử dụng quá nhiều có thể có tác dụng phụ hoặc tương tác không tốt với thuốc kê đơn.

## Lịch sử
Một trong những văn bản viết đầu tiên đề cập đến việc sử dụng nhân sâm như một loại dược thảo là Dược điển Thần Nông, được viết ở Trung Quốc vào năm 196 sau CN. Trong Bản thảo cương mục năm 1596 của mình, Lý Thời Trân đã mô tả nhân sâm như một loại "thuốc bổ cao cấp". Tuy nhiên, loại thảo mộc này không được sử dụng như một loại thuốc "chữa bách bệnh" mà chỉ là một loại thuốc bổ cho những bệnh nhân mắc bệnh mãn tính và những người đang dưỡng bệnh.
Việc kiểm soát các cánh đồng nhân sâm ở Trung Quốc và Hàn Quốc đã được xem xét một cách nghiêm túc trong thế kỷ XVI.

## Phân loại
Có rất nhiều loại sâm, để phân biệt thường người ta gọi thêm tên địa phương hoặc màu sắc vào tên gọi:

### Thế giới
- Nhân sâm (Panax ginseng/Asian ginseng họ Araliaceae): được mô tả sớm nhất và được ứng dụng phổ biến nhất. Theo lịch sử y học cổ truyền của Trung Quốc từ 3000 năm trước Công nguyên, nhân sâm đã được nói đến như là một thần dược trong "Thần nông bản thảo" của vua Thần Nông.
- Đảng sâm (Codonopsis spp. họ Campanulaceae): mọc hoang và được gieo trồng ở Thượng Đảng.
- Huyền sâm (Scrophularia họ Scrophulariaceae): có màu đen.
- Đan sâm (Salvia miltiorrhiza họ Lamiaceae): có màu đỏ.
- Bố chính sâm (Hibicus sagittifolius họ Malvaceae): mọc hoang và được sản xuất ở Bố Trạch.
- Sâm tố nữ (Pueraria mirifica hay  Kwao Krua ): 1 loài thuộc chi Pueraria.
- Tố nữ sâm (Angelica sinensis hay  đương quy )
- Ngũ diệp sâm ( Gynostemma pentaphyllum ,  jiaogulan , Việt Nam gọi là Giảo cổ lam)
- Sa sâm (Launaea pinnatifida họ Asteraceae/Adenophora spp. họ Campanulaceae): loại sâm này thường mọc ở vùng đất pha cát.
- Thổ nhân sâm (Talinum spp. họ Portulacaceae)
- Nam sâm (Schefflera octophylla họ Araliaceae)
- Nam sâm (Boerhaavia spp. họ Nyctaginaceae).
- Bàn long sâm (Spiranthes sinensis họ Orchidaceae).
- Điền thất nhân sâm (sâm tam thất, Panax pseudoginseng họ Araliaceae)
- Thái tử sâm (Pseudostellaria heterophylla): là loài thực vật có hoa thuộc họ Cẩm chướng.
- Sâm Ấn Độ (Withania Somnifera họ họ Solanaceae)
- Sâm Nhật Bản (Panax japonicus họ Araliaceae) dùng để thay thế khi không có nhân sâm, có tác dụng bổ tỳ–vị.
- Sâm Hoa Kỳ (Panax quinquefolius): còn gọi là sâm Bắc Mỹ. Năm 1984, nhà nghiên cứu Albert Leung ở Mỹ đã phân biệt hiệu năng giữa sâm Hoa Kỳ và nhân sâm như sau: "sâm Hoa Kỳ được coi là có tính mát, tính hàn, gần như đối nghịch với nhân sâm có tính ấm hay nhiệt". Dùng sâm Hoa Kỳ vào mùa hè nhằm giải nhiệt, hạ hỏa.
- Sâm Alaska  (Oplopanax horridus)
- Sâm Brazil (Pfaffia paniculata,  suma )
- Sâm Tây Bá Lợi Á (Eleutherococcus senticosus họ Araliaceae) còn gọi là sâm Siberi, sâm Liên Xô.[cần dẫn nguồn]
- Sâm Peru (Lepidium meyenii hay  maca )

### Việt Nam

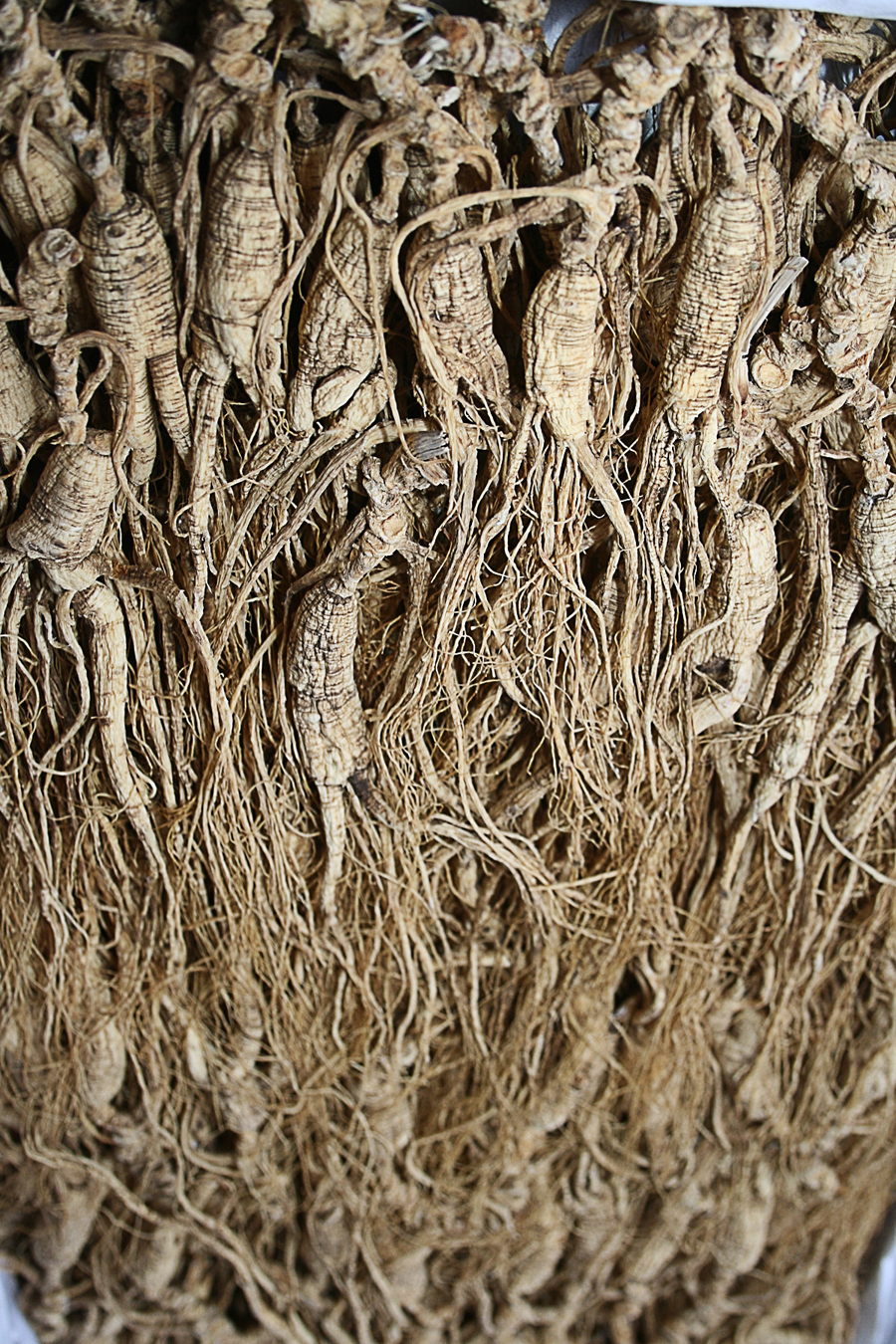
Một loại sâm khô để ngâm thuốc

Có nhiều dược thảo có tên sâm được sử dụng từ rất lâu đời ở Việt Nam, nhưng với nhiều công dụng khác nhau như:
- Sâm bố chính: (Hibiscus sagittifolius var. quinquelobus họ Malvaceae) thường thấy mọc ở Quảng Bình, Phú Yên. Hải Thượng Lãn Ông dùng phối hợp với thuốc khác để trị ho, sốt, gầy yếu. Hiện nay dùng làm thuốc bổ khí, thông tiểu tiện, hạ sốt.
- Sâm cau: (Curculigo orchiodes họ Hypoxidaceae) mọc nhiều dưới tán rừng xanh Lạng Sơn, Hòa Bình đến Đồng Nai. Có tác dụng bổ thận, tráng dương, dùng để chữa nam giới tinh lạnh, liệt dương, phụ nữ bạch đới, người già tiểu són.
- Sâm đại hành: (Eleutherine subaphylla họ Iridaceae) mọc hoang ở khắp nơi tại Việt Nam, thường được dùng để trị ho, đinh nhọt, lở ngứa ngoài da, chốc đầu, tổ đĩa.
- Sâm hoàn dương: (?) mọc nhiều ở vùng núi cao nguyên Việt Nam, dùng để trị viêm phế quản phổi, mụn nhọt, ho, tắc tia sữa.
- Sâm mây: (?) mọc nhiều ở Bắc Việt Nam, Bình Thuận, Đồng Nai. Người dân thường sử dụng làm thuốc bổ.
- Sâm Ngọc Linh: (Panax vietnamensis họ Araliaceae), còn gọi là sâm Việt Nam, sâm Khu Năm, sâm trúc (Panax Vietnamensis Araliaceae) mọc tập trung tập trung ở các huyện miền núi Ngọc Linh thuộc Kontum và Quảng Nam ở độ cao 1500 đến 2100m, cây mọc dày thành đám dưới tán rừng dọc theo các suối ẩm trên đất nhiều mùn.[cần dẫn nguồn]
- Sâm Báo: là loại sâm từng được tiến cho vua Hồ chúa Trịnh, mọc ở vùng núi Báo, xã Vĩnh Hùng, Vĩnh Lộc, Thanh Hóa.
- Sâm nam (Dipsacus japonicus họ Dipsacaceae).

## Sâm hoang dã và sâm trồng

### Nhân sâm hoang dã
Nhân sâm hoang dã (tiếng Hàn: 산삼; Hanja: 山蔘; Romaja: sansam; dịch nghĩa đen: "mountain ginseng") mọc tự nhiên trên núi và được hái bằng tay bởi những người hái lượm được gọi là simmani (심마니). Cây nhân sâm hoang dã hiện nay gần như tuyệt chủng ở Trung Quốc và có nguy cơ tuyệt chủng trên toàn cầu. Nguyên nhân là do nhu cầu về sâm cao trong những năm gần đây, dẫn đến việc thu hoạch cây hoang dã nhanh hơn so với khả năng sinh trưởng và sinh sản (sâm hoang dã có thể mất nhiều năm để trưởng thành). Sâm hoang dã có thể được chế biến thành bạch sâm hoặc hồng sâm. Nhân sâm Hoa Kỳ hoang dã từ lâu đã được người Mỹ bản địa sử dụng làm thuốc. Kể từ giữa những năm 1700, nó đã được thu hoạch để bán quốc tế. Ngày nay nhân sâm Hoa Kỳ hoang dã có thể được thu hoạch ở 19 tiểu bang nhưng bị hạn chế xuất khẩu.

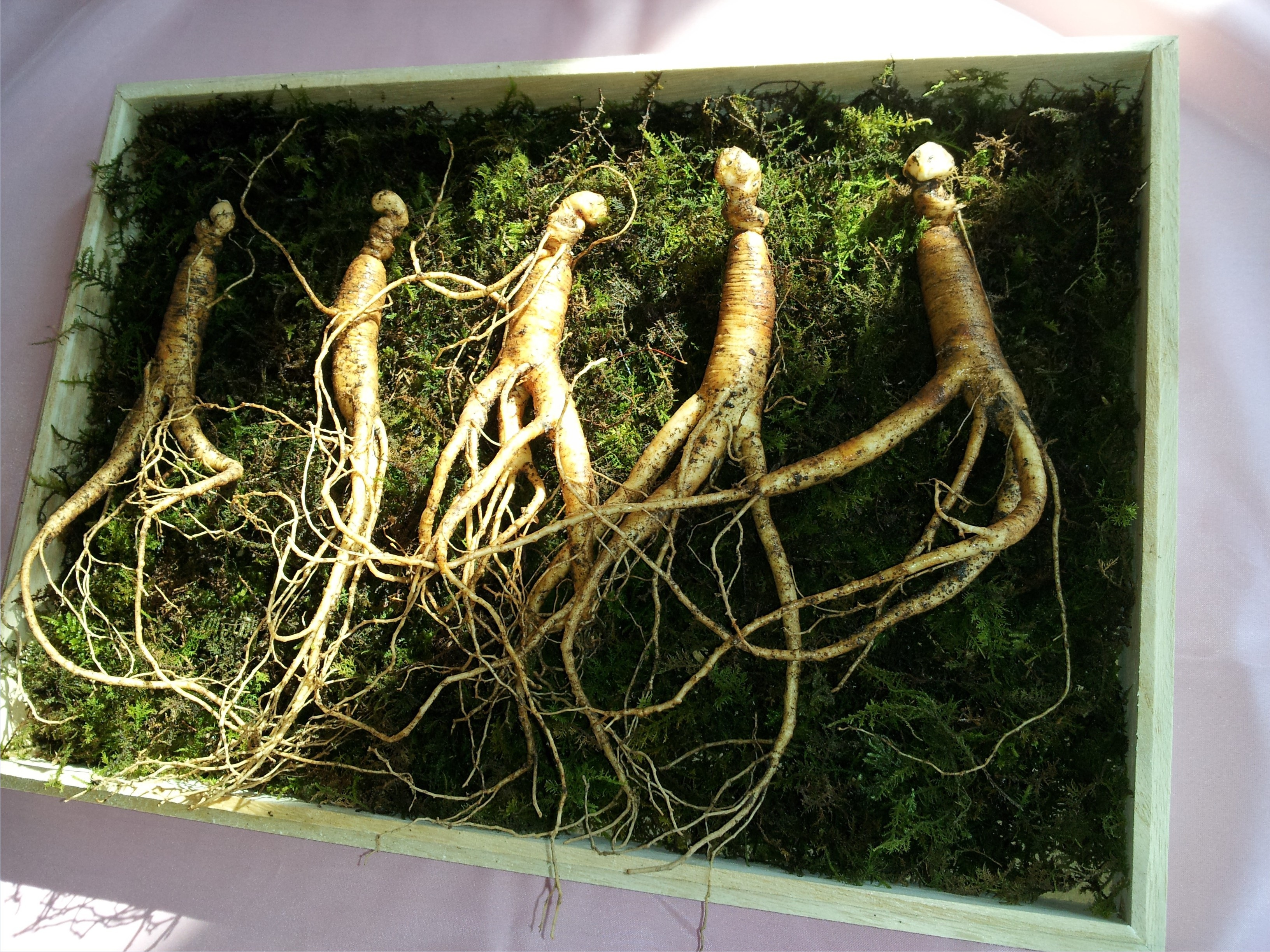
Sâm Hàn Quốc hoang dã (P. ginseng)
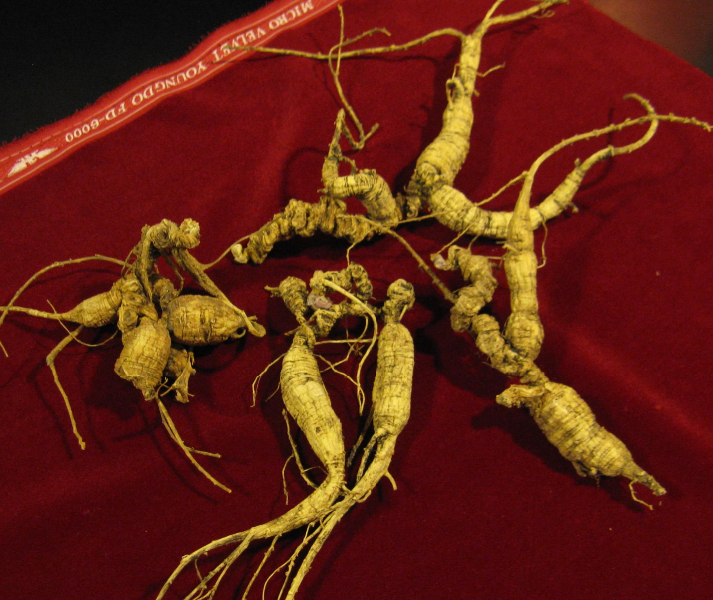
Sâm Mỹ hoang dã (P. quinquefolius)

### Nhân sâm trồng
Nhân sâm trồng (tiếng Hàn: 인삼; Hanja: 人蔘; Romaja: insam; dịch nghĩa đen: "human ginseng") rẻ hơn so với nhân sâm hoang dã vốn hiếm.
Nhân sâm trồng hoang dã (tiếng Hàn: 장뇌삼; Hanja: 長腦蔘; Romaja: jangnoesam) được con người trồng trên núi và được phép phát triển như nhân sâm hoang dã.

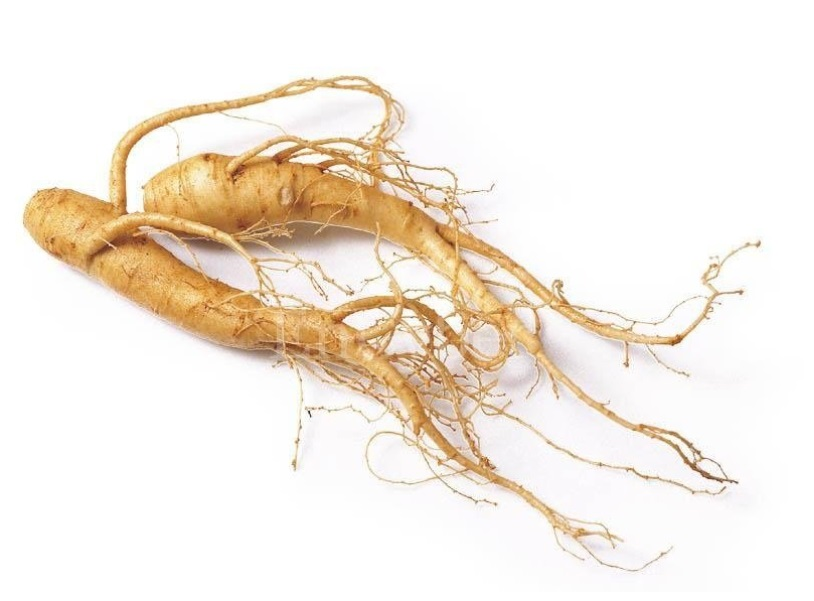
Sâm Hàn Quốc được trồng (P. ginseng)
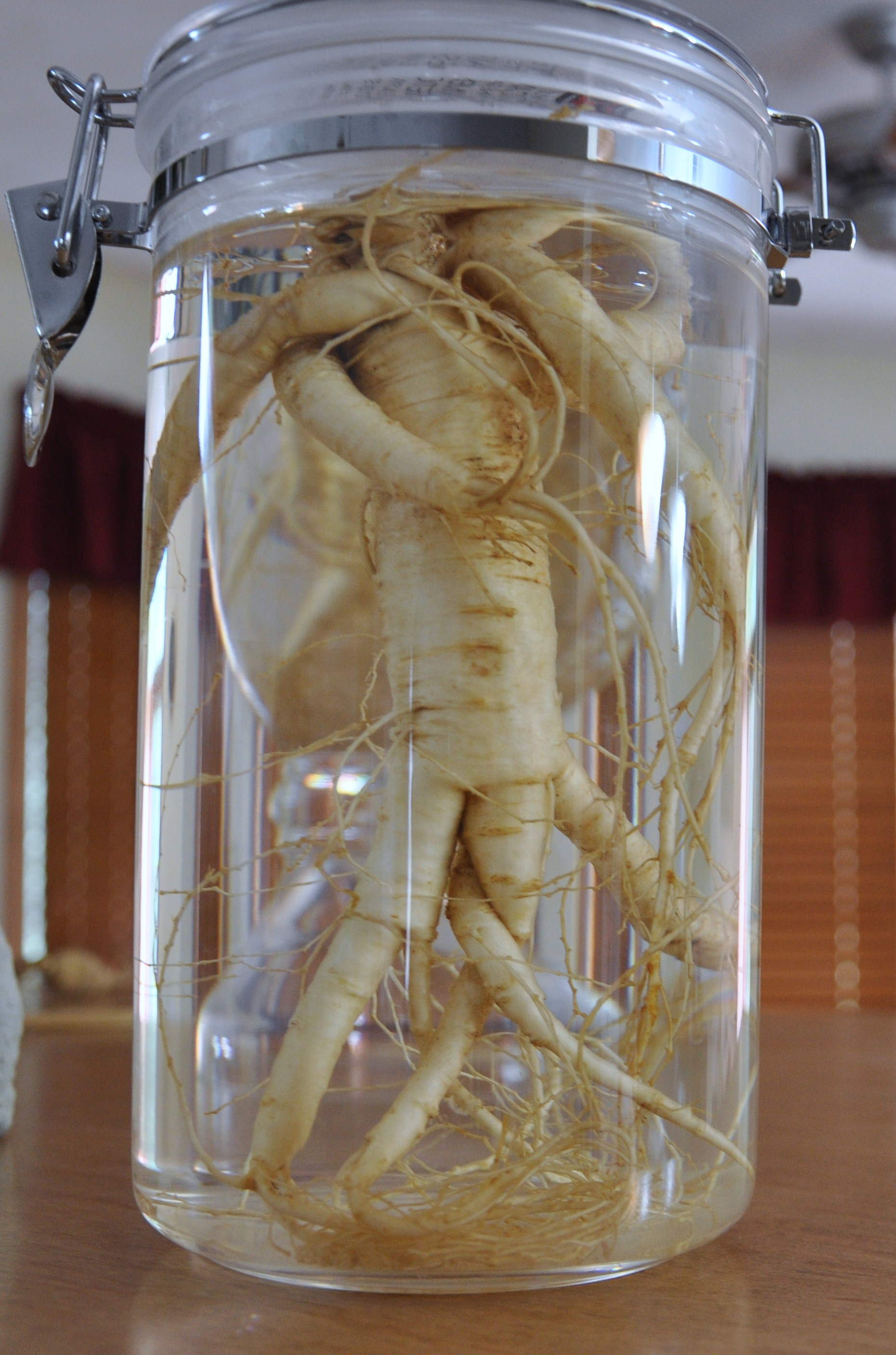
Sâm Mỹ được trồng (P. quinquefolius)

## Chế biến nhân sâm
Hạt nhân sâm thường không nảy mầm cho đến mùa xuân thứ hai sau khi thu hoạch quả vào mùa thu. Trước tiên, chúng phải được bảo quản trong một thời gian dài trong môi trường ẩm với xử lý ấm / lạnh, một quá trình được gọi là phân tầng.
Nhân sâm Hàn Quốc (P. ginseng) được bán trên thị trường dưới dạng nhân sâm tươi, đỏ và trắng; Nhân sâm hoang dã chỉ được sử dụng ở những nơi có sẵn.

### Nhân sâm tươi
Nhân sâm tươi (tiếng Hàn: 수삼; Hanja: 水蔘; Romaja: susam; dịch nghĩa đen: "thủy sâm"), còn được gọi là "lục sâm", là sản phẩm thô chưa khô.. Việc sử dụng nó bị giới hạn bởi tính khả dụng.

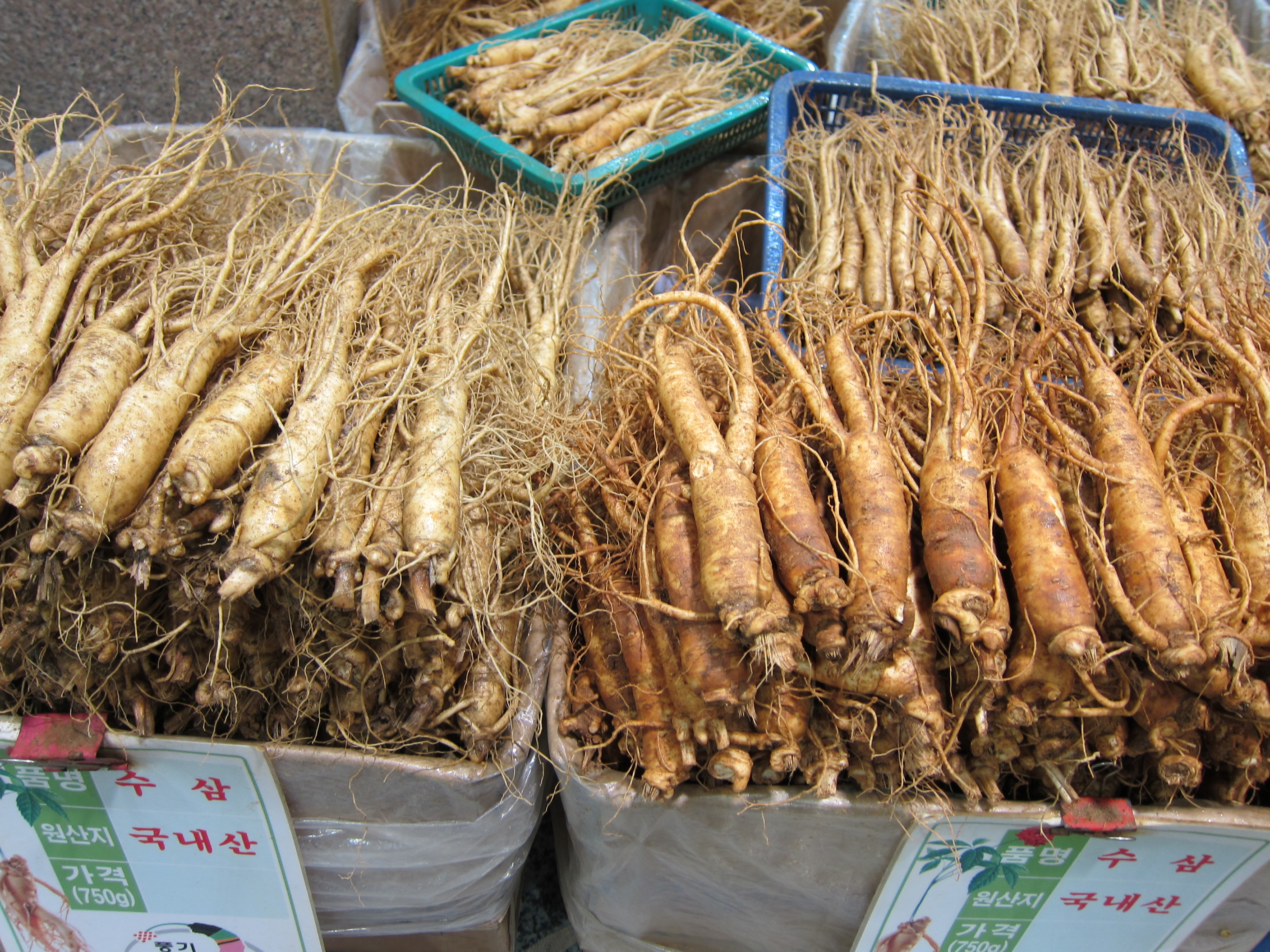
Nhân sâm tươi ( P. Ginseng )

### Bạch sâm
Bạch sâm (tiếng Hàn: 백삼; Hanja: 白蔘; Romaja: baeksam; dịch nghĩa đen: "Bạch sâm") là nhân sâm đã bóc vỏ và sấy khô. [23] Bạch sâm là nhân sâm tươi đã được sấy khô mà không cần đun. Nó được bóc vỏ và sấy khô để giảm hàm lượng nước xuống còn 12% hoặc ít hơn. [23] Nhân sâm trắng phơi khô dưới ánh nắng mặt trời có ít dược tính hơn. Các enzym chứa trong rễ có thể phá vỡ các thành phần này trong quá trình làm khô. Phơi dưới ánh nắng mặt trời làm mất màu rễ chuyển sang màu trắng vàng.

### Hồng sâm
Hồng sâm là nhân sâm được hấp và sấy khô, có màu đỏ. Hồng sâm ít bị hư hỏng hơn so với bạch sâm. Hồng sâm là nhân sâm đã được bóc vỏ, được làm nóng qua quá trình hấp ở nhiệt độ sôi tiêu chuẩn là 100 °C (212 °F), sau đó được làm khô hoặc phơi nắng. Nó thường được ướp trong một loại hỗn hợp thảo mộc làm rễ trở nên cực kỳ giòn.

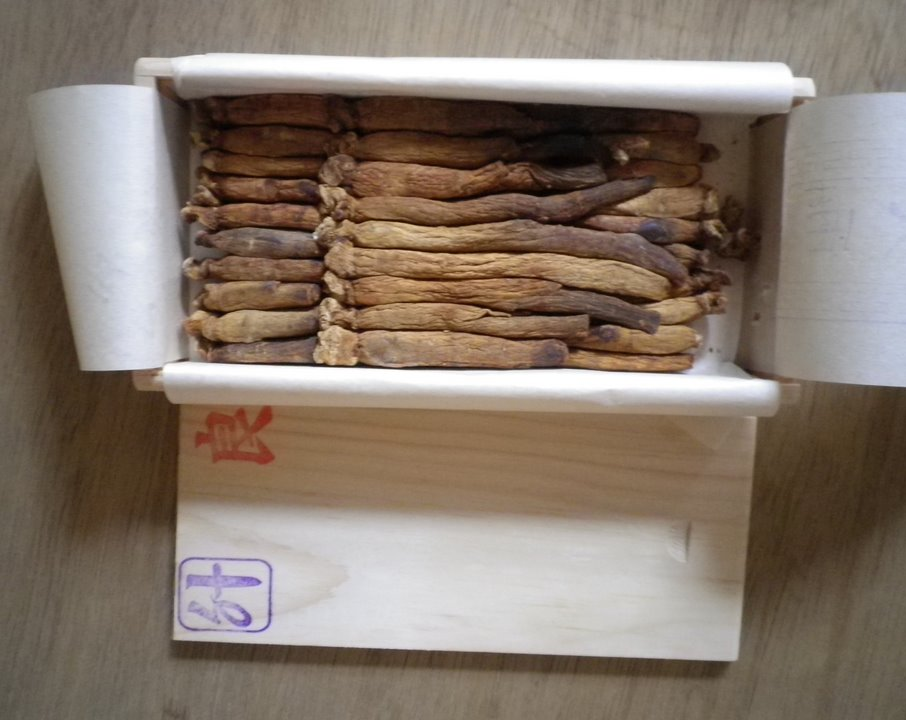
Hồng sâm ( P. Ginseng )

## Sản xuất
Nhân sâm thương mại được bán ở hơn 35 quốc gia, trong đó, Trung Quốc là nước tiêu thụ lớn nhất. Năm 2013, doanh số bán nhân sâm trên toàn cầu đã vượt quá 2 tỷ đô la, trong đó một nửa là do Hàn Quốc sản xuất. Vào đầu thế kỷ 21, 99% trong số 80.000 tấn nhân sâm trên thế giới chỉ được sản xuất ở 4 quốc gia: Trung Quốc (44.749 tấn), Hàn Quốc (27.480 tấn), Canada (6.486 tấn) và Hoa Kỳ (1.054 tấn). Tất cả nhân sâm được sản xuất ở Hàn Quốc là nhân sâm Triều Tiên (P. ginseng), trong khi nhân sâm được sản xuất ở Trung Quốc bao gồm nhân sâm Triều Tiên và nhân sâm Nam Trung Quốc (P. notoginseng). Nhân sâm được sản xuất ở Canada và Hoa Kỳ phần lớn là nhân sâm Hoa Kỳ (P. quinquefolius).

## Công dụng
Nhân sâm có thể có trong nước tăng lực hoặc trà thảo mộc với lượng nhỏ hoặc được bán dưới dạng chế phẩm bổ sung.

### Đồ ăn hoặc đồ uống
Rễ thường có sẵn ở dạng khô, nguyên củ hoặc thái lát. Lá nhân sâm, mặc dù không được đánh giá cao nhưng đôi khi cũng được sử dụng.
Trong ẩm thực Triều Tiên, nhân sâm được sử dụng trong nhiều loại banchan (món ăn kèm) và guk (súp), cũng như trà và đồ uống có cồn. Trà và rượu ngâm nhân sâm được gọi là insam cha (nghĩa đen là "trà nhân sâm") và insam-ju ("rượu nhân sâm").

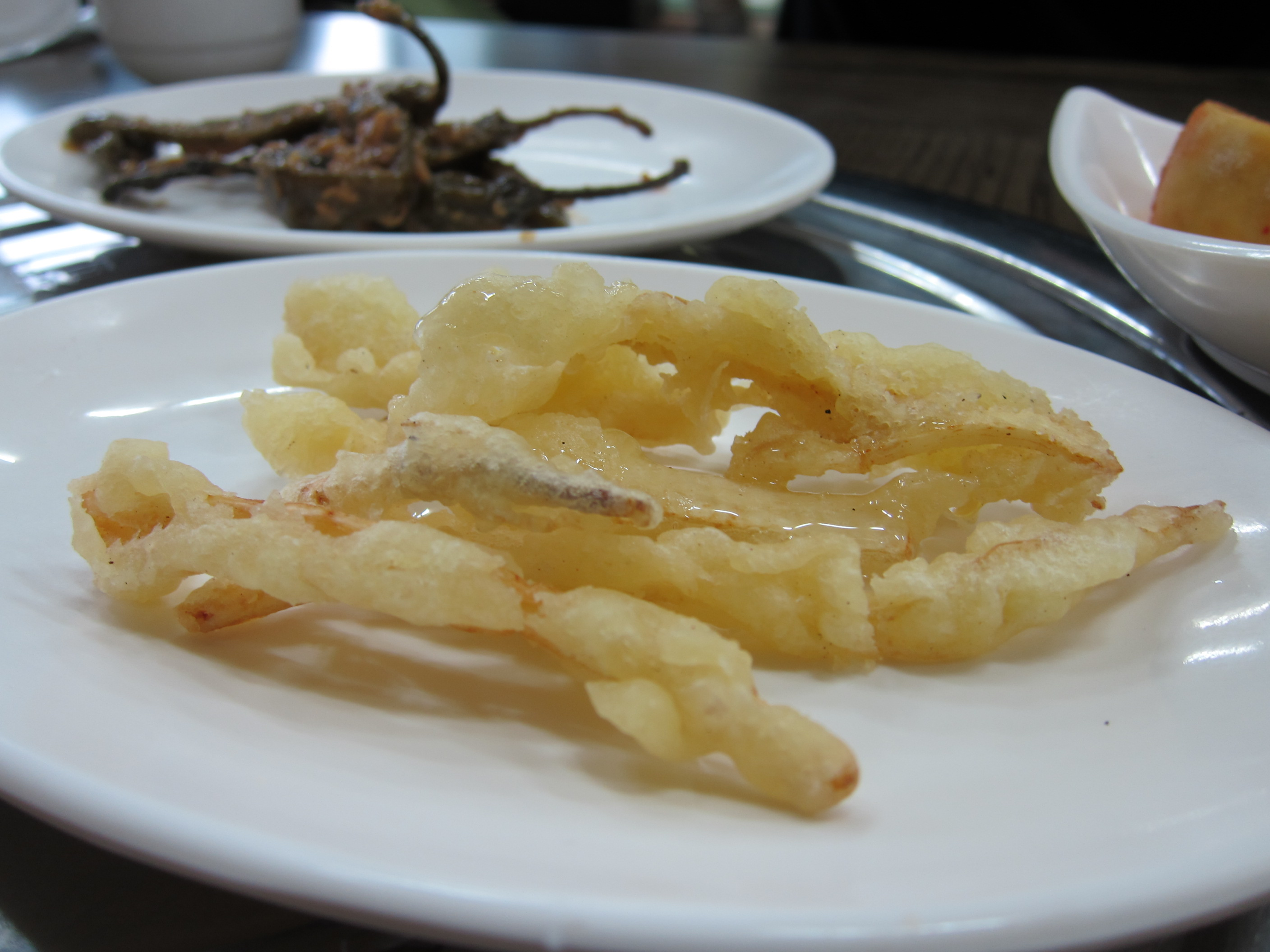
Insam-twigim (nhân sâm lăn bột chiên xù)
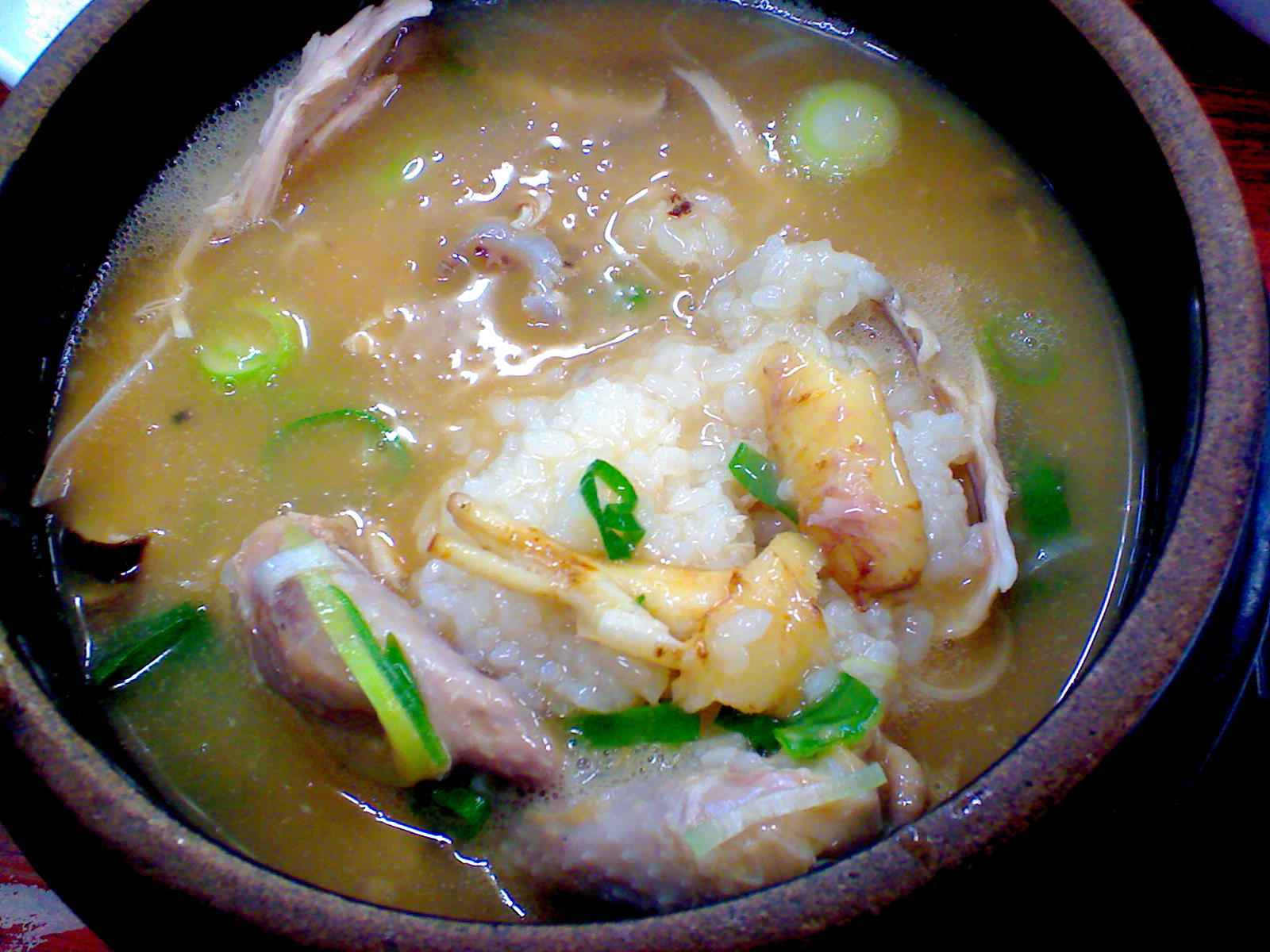
Samgyetang (Sâm Kê Thang, canh gà nhân sâm)
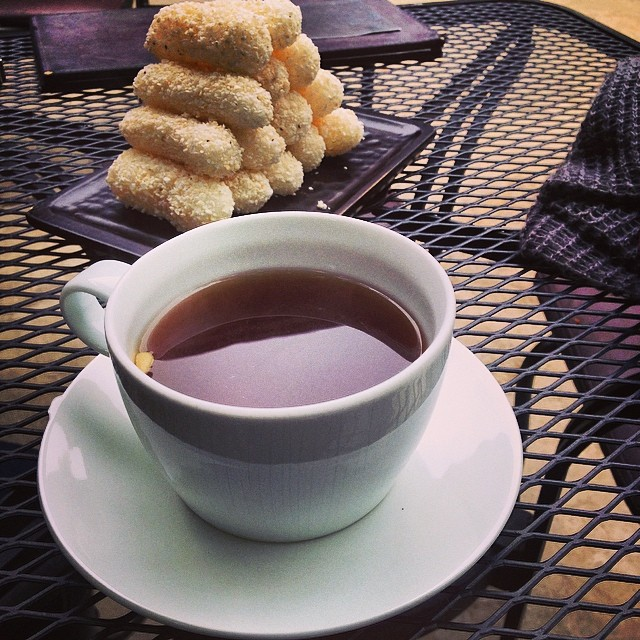
Insam-cha (trà nhân sâm) và yugwa (Cốm gạo)
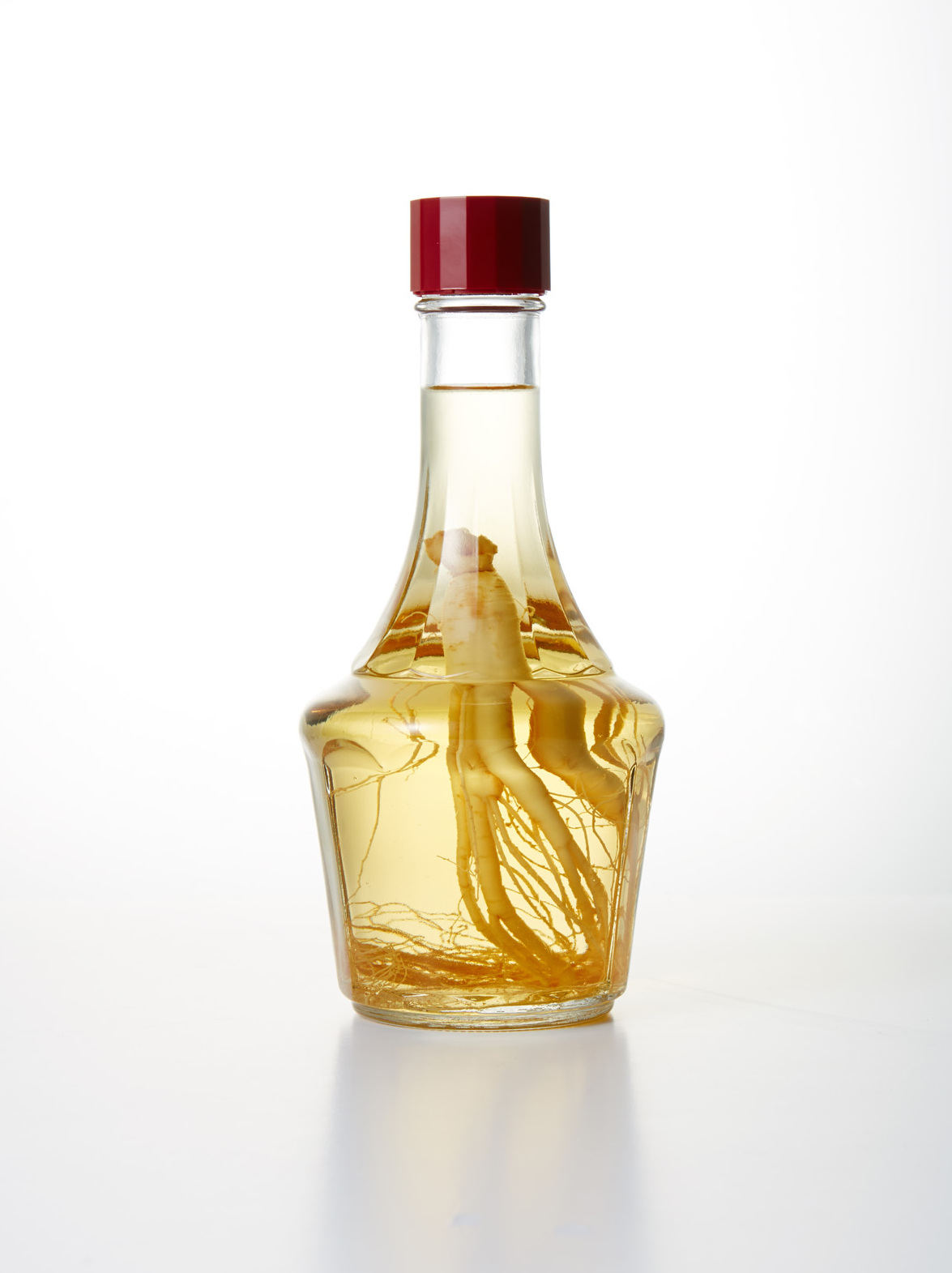
Insam-ju (rượu nhân sâm)
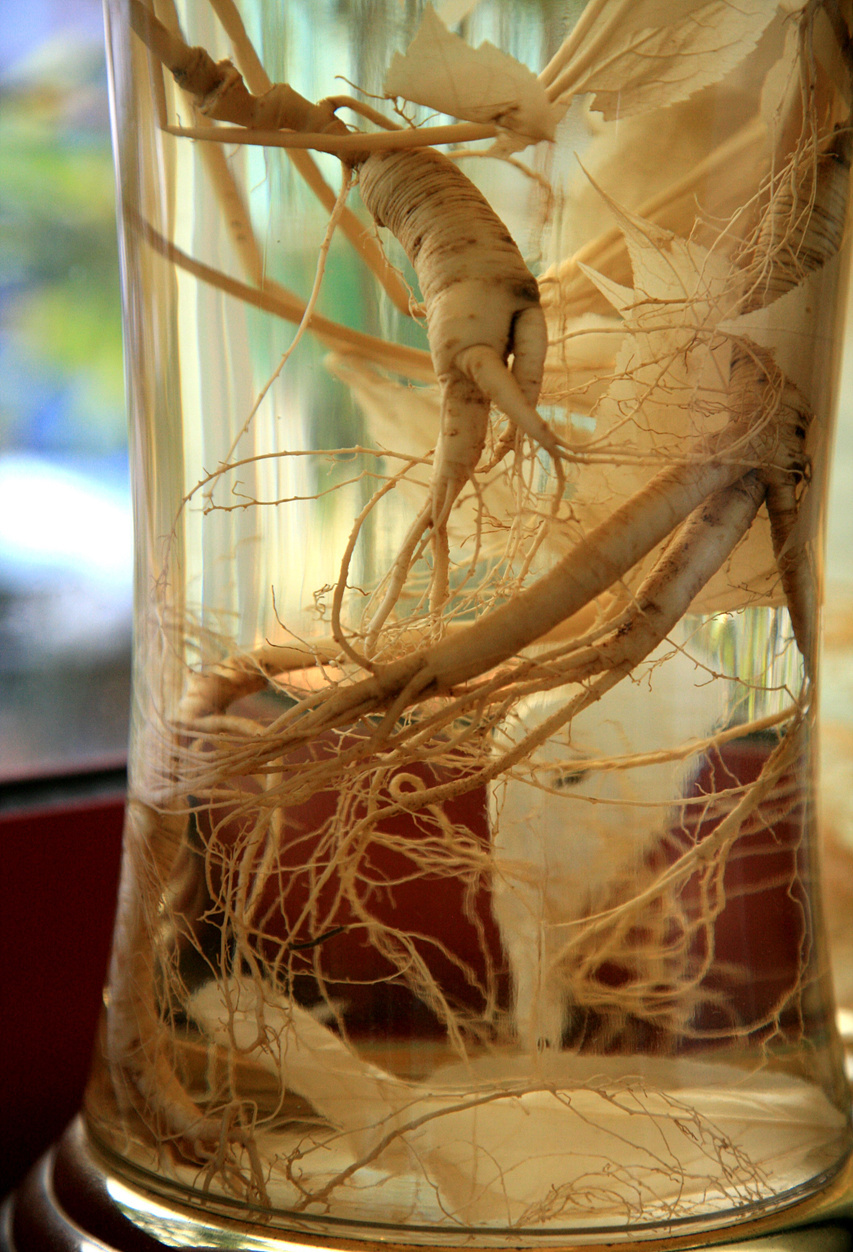
Sansam-ju (rượu sâm rừng)

### Chế phẩm bổ sung
Mặc dù nhân sâm thường được bán dưới dạng chế phẩm bổ sung, người ta đã lo ngại về các sản phẩm nhân sâm được sản xuất có chứa kim loại độc hại hoặc chất độn, chẳng hạn như gạo hoặc lúa mì.
Vào năm 2012, các cơ quan quản lý y tế Trung Quốc đã phân loại lại củ nhân sâm như một loại thảo mộc ăn kiêng có thể được sử dụng trong thực phẩm tốt cho sức khỏe mà không cần phê duyệt trước, miễn là không có tuyên bố sức khỏe cụ thể nào được đưa ra cho nó; trước đây, nó đã được phân loại là một loại thuốc thảo dược mà việc đưa vào thực phẩm sức khỏe cần được phê duyệt và cấp phép trước. Ngày nay ở Trung Quốc và các nước lân cận, các loại trà nhân sâm và nước tăng lực được tiêu thụ như một loại thuốc bổ bồi dưỡng sinh lực, đặc biệt là cho đàn ông từ 50 tuổi trở lên, những người có thể sử dụng chúng hàng ngày. Các phần cắt lát của rễ khô cũng được sử dụng trong súp và các món ăn nóng khác.

### Y học cổ truyền
Tại các nước châu Á, nhân sâm được coi là vị thuốc quý đứng đầu trong các loại thuốc quý đông y: "sâm nhung quế phụ".
- Tính vị, tác dụng: Vị đắng, không độc. Có tác dụng kích thích nhẹ ở liều thấp làm tăng vận động, tăng trí nhớ nhưng tác dụng ức chế ở liều cao đối với hệ thần kinh; làm tăng sinh lực chống lại sự mệt mỏi, giúp hồi phục sức lực tương tự nhân sâm; làm tăng sự thích nghi của cơ thể trước những bất lợi của điều kiện môi trường sống; tác dụng bảo vệ tế bào giúp hồi phục số hồng cầu, bạch cầu bị giảm; tác dụng tăng nội tiết tố sinh dục; tác dụng kháng viêm; tác dụng điều hoà hoạt động của tim; tác dụng hạ cholesterol máu, chống xơ vữa động mạch; tác dụng giải độc gan và tác dụng kháng khuẩn nhất là đối với Streptococcus gây bệnh viêm họng.
- Công dụng: Thân rễ và rễ củ sâm có thể dùng như nhân sâm làm thuốc bổ; tăng lực, chống suy nhược, hồi phục sức lực bị suy giảm, kích thích nội tiết sinh dục, tăng sức chịu đựng, giải độc và bảo vệ gan, điều hoà thần kinh trung ương, điều hoà tim mạch, chống xơ vữa động mạch, giảm đường huyết. Lại có thể dùng làm thuốc trị viêm họng.

Tuy nhiên dược tính và tác dụng bổ dưỡng của sâm còn gây tranh cãi trong giới học giả phương Tây.

### Thư cảnh báo của FDA
Kể từ năm 2019, FDA Hoa Kỳ và Ủy ban Thương mại Liên bang đã ban hành nhiều thư cảnh báo cho các nhà sản xuất thực phẩm chức năng nhân sâm vì đã đưa ra những tuyên bố sai về lợi ích sức khỏe hoặc chống bệnh tật, nói rằng nó là "các sản phẩm thường không được công nhận là an toàn và hiệu quả đối với các trường hợp sử dụng được tham khảo" và là bất hợp pháp vì là "thuốc mới" chưa được cấp phép theo luật liên bang.

## Tính an toàn và tác dụng phụ
Nhân sâm nói chung có tính an toàn tốt và tỷ lệ tác dụng phụ thấp khi sử dụng trong thời gian ngắn. Nhưng nhân sâm khi được sử dụng lâu dài có khả năng gây ra các tác dụng phụ như đau đầu, mất ngủ và các vấn đề về tiêu hóa.
Nguy cơ tương tác giữa nhân sâm và thuốc kê đơn được cho là thấp nhưng nhân sâm có thể có tác dụng phụ khi sử dụng với warfarin chống đông máu. Nhân sâm cũng có phản ứng bất lợi của thuốc với phenelzine và một tương tác tiềm năng đã được báo cáo với imatinib, gây ra độc tính trên gan và với lamotrigine. Các tác dụng phụ khác có thể bao gồm lo lắng, mất ngủ, huyết áp không ổn định, đau vú, chảy máu âm đạo, buồn nôn hoặc tiêu chảy. Nếu dùng chung với các chất bổ sung thảo dược khác, nhân sâm có thể tương tác với chúng hoặc với các loại thuốc hoặc thực phẩm được kê đơn.

### Quá liều
Các loại sâm thông thường (P. ginseng và P. quinquefolia) thường được coi là tương đối an toàn ngay cả khi dùng một lượng lớn. Một trong những triệu chứng phổ biến nhất và đặc trưng của quá liều cấp tính của P. sâm là chảy máu. Các triệu chứng quá liều nhẹ có thể bao gồm khô miệng và môi, kích thích, bồn chồn, khó chịu, run, đánh trống ngực, mờ mắt, nhức đầu, mất ngủ, tăng nhiệt độ cơ thể, tăng huyết áp, phù nề, giảm cảm giác thèm ăn, chóng mặt, ngứa, chàm, tiêu chảy vào sáng sớm, chảy máu và mệt mỏi.
Các triệu chứng quá liều nghiêm trọng với P. Ginseng có thể bao gồm buồn nôn, nôn khan, dễ cáu, bồn chồn, tiểu tiện không tự chủ, sốt, tăng huyết áp, tăng hô hấp, giảm nhạy cảm và phản ứng với ánh sáng, giảm nhịp tim, da mặt tím tái (xanh lam), da mặt đỏ, co giật, co giật và mê sảng.